# Лавинюкова Тетяна Григорівна
Лавинюкова Тетяна Григорівна (нар.10 грудня 1947, Магадан (тоді РРФСР)  — математик, викладач математики, українська поетеса,перекладачка, волонтерка.  Авторка навчальних посібників з вищої математики для студентів технічних вишів. Авторка збірок поезії, публікацій у літературних альманахах, періодиці. Авторка текстів пісень, музику до яких написали відомі українські композитори Світлана Гричко, Микола Шевченко, Ігор Якубовський, Лариса Дяченко. 
Переможниця літературних конкурсів та фестивалів. Учасниця Літературної платформи «Об’єднані словом» (Івано-Франківськ).  

## Життєпис
Народилася 10 грудня 1947 року в місті Магадан (тоді РРФСР), у сім’ї інженера-енергетика та виховательки дитячого садка. 1950 року родина переїхала в Україну, на батьківщину тата.
У зв'язку з робочими переїздами батька, здобувала середню шкільну освіту в різних областях України, завершивши навчання в смт Ратне Волинська область 1965 року із срібною медаллю. Вищу освіту здобула в Одеський національний університет імені І.І.Мечніков, механіко- математичний факультет (1965-1970). Фах – математик, викладач математики. 
Весь трудовий шлях (1972-2013) пов’язаний з Івано-Франківський національний технічний університет нафти і газу. Науково-педагогічну роботу провадила на кафедрі вищої математики. У співавторстві з колегами написано ряд навчальних посібників з вищої математики для студентів технічних вишів. Нагороджена нагрудним знаком «Ветеран ІФНТУНГ», наказ від 21 серпня 2017 р.№225/4.
З 2017 року мешкає в Київ, пише вірші, веде авторські програми на інтернет-сайті «Український портал поезії», провадить творчу роботу, бере участь у громадських та волонтерських справах.
Активна учасниця культурно-просвітницьких та волонтерських заходів Центральної бібліотеки Солом’янки ім. Григорія Сковороди – «Музично-літературні зустрічі», «Дискусійний клуб», «Шити-Жити» та ін. Учасниця культурно-просвітницьких заходів Бібліотеки для дітей на Пріорці (Київ), Бібліотеки для дітей ім. П. Усенка (Київ).

## Творчість
Поряд з педагогічною та науковою роботою працювала творчо. Була за сумісництвом редактором факультетської газети «Нафтовик». 
Написала текст «Маршу нафтовиків» – офіційного гімну ІФНТУНГ. 
Пісні на вірші поетеси виконувалися на культурно-масових заходах університету та міста, були призерами пісенних конкурсів. 
Поезії публікувалися в періодиці та альманахах, на поетичних інтернет-ресурсах (з 2014 р.). 
В 2015-2016 рр. взяла активну участь в проєкті «Дзвони серця. Небесна сотня» (ініціатор 
Федишин О.В.), який завершився створенням книги «Поетична енциклопедія. Герої 
Майдану» -- це поетичні присвяти кожному герою Небесної сотні. Автори – поети з різних областей України. 
Написала 10 віршів до цієї збірки, була редактором і зробила багато для того, щоб книга 
побачила світ, а також щоб її одержали родини героїв Небесної сотні. Книга була видана завдяки сприянню Музею Небесної сотні в Івано-Франківську. Презентації відбулися в Івано-Франківську, Коломиї та інших містах, де проживають родини героїв. 
Наприкінці 2017-го року вийшла книжка віршів для дітей «Кораблик». Презентація відбулася на зібранні Міжрегіональної літературної платформи «Об’єднані словом» в Івано-Франківську (квітень 2018). 
На Всеукраїнському поетично-бардівському фестивалі «Ірпінський Парнас» (липень 2018 р.) нагороджена Дипломом переможця (І місце) у номінації Поезія для дітей. 
У жовтні 2018-го року нагороджена Дипломом за перемогу в Обласному відкритому поетичному конкурсі «Житомир TEN», присвяченому пам’яті видатного поета-перекладача Бориса Тена.
2020-го року вийшла книга поезій «Цінуймо мить». Презентація відбулася в Центральній бібліотеці Солом’янки 23 вересня 2021-го року .
На VI Всеукраїнському літературному конкурсі ім. Леся Мартовича (2022) книга «Цінуймо мить» була нагороджена Грамотою за І місце в номінації «ПОЕЗІЯ. Книга».
Цікаво, що книжки «Кораблик» та «Цінуймо мить» оформлені у творчій співпраці з сучасними українськими художниками. «Кораблик» ілюстрований авторськими рисунками івано-франківської художниці Ірини Бурляй, створеними нею ще в студентські роки. Книжку «Цінуймо мить» прикрасили репродукції картин відомого художника Любомира Мартинюка. Також в оформленні книжки допомогла Творча майстерня Ігоря Юрчака.
21 вересня 2023 відбулася творча зустріч «Квіти як символ незламності України» в Центральній бібліотеці Солом’янки ім. Григорія Сковороди.

### Окремі книжки
Авторка збірки віршів для дітей «Кораблик» (2017), збірки поезій "Цінуймо мить" (2020). Збірку поезій "Цінуймо мить" презентовано в Центральна бібліотека імені Ф. Достоєвського.
Участь у літературних конкурсах, фестивалях
- 2016 — Всеукраїнський фестиваль любовної лірики та авторської пісні про кохання «Мовою серця». Івано-Франківськ
- 2017     – Міжнародний проєкт-конкурс «Тарас Шевченко єднає народи». Київ
- 2018 – Всеукраїнський літературний фестиваль «Крилате сузір’я». Харків
- 2018 – Всеукраїнському поетично-бардівський фестиваль «Ірпінський Парнас». Ірпінь
- 2018 – Обласний відкрий поетичний конкурс «Житомир TEN», Житомир
- 2019 – 15 та 16 Народний мистецько-історичний фестиваль «Українські передзвони», Київ
- 2022 – Всеукраїнський літературний конкурс ім. Леся Мартовича, Львів, Жовква

## Відзнаки
Дипломант Всеукраїнський фестиваль Ірпінський Парнас (в номінації "Поезія для дітей" 2018).